# Seksten år efter
Seksten år efter (en originaltitel: Five Little Pigs) er en Hercule Poirot – krimi, som først blev udgivet i USA af forlaget Dodd, Mead and Company i  maj 1942 med titlen  Murder in Retrospect og senere i Storbritannien af Collins Crime Club i januar 1943, selv om der findes kilder, der angiver udgivelsen her til at finde sted i november 1942. I denne roman sætter Agatha Christie sin detektiv på en hård opgave, idet han engageres til at opklare et mord, der er begået 16 år tidligere. En ung kvinde bønfalder Poirot om at undersøge, om hendes mor, Caroline Crale var skyldig i drabet på sin mand, den berømte maler, Amayas Crale. Det var formentlig et jalousidrab, idet maleren åbenlyst havde en affære med en ung model. Moderen døde i fængslet kort efter at være kendt skyldig.
Det kan ikke udelukkes, at Caroline faktisk var skyldig, men det viser sig dog hurtigt, at der også var andre i malerens omgangskreds, der havde et motiv til at dræbe Crale. Da der ikke længere er beviser at støtte sig til, må Poirot i sin jagt på gerningsmanden søge opklaringen i nedskrevne beretninger fra de fem vigtigste vidner. Poirot tænker på disse fem som grise, og den engelske originaltitel hentyder til et børnerim om fem små grise. Poirot finder alene på grundlag af logisk deduktion løsningen og han opnår også en tilståelse under fire øjne, men det er uklart, om det vil lykkes at domfælde morderen, når alle egentlige beviser for længst er forsvundet. 

## Plot
Romanen er bemærkelsesværdig for sit forsøg på at udfordre Poirots hyppigt gentagne påstand om, at han er i stand til at løse en mordsag alene ved at analysere de mistænktes vidneudsagn og uden at være til stede på mordstedet. Han bliver i særlig grad engageret i opgaven, fordi Carla Lemarchant, som ønsker at finde ud af, om hendes mor var skyldig i drab på hendes far seksten år tidligere, minder ham om, at han især interesserer sig for psykologien bag et drab, selv om sporene efter morderen ikke længere kan undersøges. Carla er forlovet, og hun frygter, at det vil påvirke hendes kommende ægtefælles kærlighed til hende, hvis der i den nære familie er en morder. Carla var blot fem år gammel, da tragedien fandt sted, men kan huske, at hendes mor var en sandfærdig person. Hun har siden moderens fængsling boet hos slægtninge i Canada, og først som voksen er hun blevet klar over, at moderen døde i fængslet året efter at være idømt livsvarigt fængsel. På sin 21-års fødselsdag har hun gennem en advokat modtaget et brev fra moderen, hvor denne forsikrer om sin uskyld. Intuitivt fornemmer Carla, at moderen her fortæller sandheden. Hun bemærker, at hun er skuffet over, at Poirot er ældre, end hun havde forventet, hvilket medvirker til at den forfængelige detektiv påtager sig den vanskelige opgave at foretage en efterforskning af et drab, hvor der ikke længere findes fysiske beviser for, hvad der egentlig skete.
Poirot opsøger først den advokat, der var forsvarer for Caroline Crale. Han får her at vide, at Carlas far, den berømte maler Amyas Crale, blev forgiftet med koniin, som var udvundet af skarntydeplanten af familiens ven og nabo Meredith Blake, der som hobby havde kemiske stoffer. Giften blev sporet i et ølglas, Amayas havde drukket af kort inden sin død. Hans hustru havde hentet øllet i køleskabet og bragt det ned til det sted, hvor han var ved at male et portræt af modellen Elsa Greer. Det var velkendt, at en af de ”kunstneriske friheder”, Crale tiltog sig, var seksuelle forhold til de kvinder, han portrætterede. Dette havde Caroline affundet sig med, indtil han i perioden lige før drabet var blevet voldsomt forelsket i den unge pige, han malede og alt tydede på, at han havde lovet hende at forlade sin kone og barn. Under retssagen blev denne udvikling i hans utroskab anset for den udløsende faktor for drabet. Caroline havde accepteret hans udenomsægteskabelige tilbøjeligheder, men ville ikke affinde sig med et liv som enlig mor. Som bevis for Carolines skyld blev det anført, at hun under retssagen havde indrømmet, at hun stjal giften med henblik på at begå selvmord, hvis hendes ægtemand forlod hende. Da advokaten fortæller om de fem, der befandt sig på Crales ejendom på mordtidspunktet, tænker Poirot på et kendt engelsk børnerim. Han kan ikke slippe tanken om, at de fem mulige mordere er små grise (“the five little pigs”), som hver især ligner en af grisene i det engelske børnerim.
Phillip Blake, Crales bedste ven tog på marked, mens Meredith, hans ældre broder, blev hjemme. Elsa Greer (nu gift med baron Dittisham og betitlet “Lady”), fik roastbeef. Guvernanten, Cecilia Williams, fik ingenting, mens Angela Warren, Carolines 14 – årige halvsøster sagde 'Iv! ,Iv! Iv!' hele vejen hjem". Poirot fortsætter sine undersøgelser med at udspørge blandt andet en af dem, der repræsenterede anklagemyndigheden og en af de politiofficerer, der efterforskede sagen. Af disse får han bl.a. at vide, at der dagen før drabet havde udspillet sig et skænderi mellem hustruen og elskerinden, da sidstnævnte fortalte, hvordan hun ville indrette huset, når hun flyttede ind. Caroline sagde hertil bl.a.: "Jeg vil hellere dræbe Amayas end overlade ham til dig."
Han får også at vide, at Crale havde adgang til ølflasker i lysthuset ved siden af det sted, hvor han malede. Efter at have indtaget øllet udbrød han: "Alt smager modbydeligt i dag", og at han blev siddende ved sit staffeli, da de øvrige gik ind for at spise frokost. Da hans hustru og guvernanten sammen vendte tilbage til haven efter frokost, var han død.
Poirot finder det herefter nødvendigt at interviewe de "fem små grise". Han opdager under disse samtaler, at ingen af de fem mulige mordere har et åbenlyst motiv. Deres synspunkter på kriminalsagens forløb er ganske vist forskellige, men bortset fra Angela Warren er der ikke nogen, der for alvor tror, at dommen over Caroline Crale var forkert. Han sporer en stærk modvilje mod den dømte kvinde hos Philip Blake, som omtaler hende som en "helt igennem slet person"..."med charme" og en "hævngerrig djævel". Han understreger også, at hun som stort barn slog sin lillesøster i hovedet med et brækjern, hvilket er årsagen til, at Angela er blind på det ene øje og har et grimt ar på kinden.
Meredith er hjemme på "sin borg", da Poirot opsøger ham, udstyret med anbefalinger fra to af hans gode venner i høj social position. Denne strategi har han valgt, fordi Philips bror har forbehold overfor udlændinge og er mistænksom overfor privatdetektiver. Han omtaler Caroline med større sympati og forståelse end broderen. Han tilføjer, at Amayas formentlig ville opføre sig mere "normalt", når portrættet var malet færdigt. Så sent som dagen før drabet havde Amayas sagt:
"Du forstår vist ikke, Meredith, at det billede jeg arbejder på nu, er det bedste, jeg har lavet. Og to jaloux, stridbare kvinder skal ikke få lov til at ødelægge det for mig...".
Han fortæller også, at Caroline i virkeligheden var et blidt menneske, der ikke kunne overvinde selvbebrejdelsen over at have vansiret sin søster ved som barn at kaste en brevpresser efter hende i arrigskab. På trods af den ophedede situation havde ægteparret Crale om formiddagen talt om at pakke hendes ting, fordi hun skulle rejse et par dage senere. Han er overbevist om, at Caroline tog giften for at begå selvmord, men i et øjebliks vanvid i stedet gav den til manden. Til sidst viser han Poirot det famøse portræt, som har udløst dramaet, og som han har købt. Den belgiske detektiv er dybt fascineret. En strålende maler, tænker han og bliver en smule skræmt fordi:
"Disse mærkelige øjne, der vogtede på ham...vogtede på ham og fortalte ham noget", gjorde ham bange..
Den næste han opsøger er Lady Dittisham, som stadig er forbitret over, at hun blev "frarøvet" sin elsker. Hun ligner ikke længere den unge pige på billedet, men minder ham om en, der er død som ung. Hun kommer ikke med egentlige supplerende oplysninger, men viser ham et glødende kærlighedsbrev, Amayas har skrevet til hende.
Cecilia Williams kan give nyttige oplysninger om både Caroline og Angela, og Poirot bemærker, at hun har en udmærket sans for detaljer selv efter så mange års forløb. Blandt andet kan hun huske, at Angela drillede Amayas ved at hælde salt i hans øl og var rasende, fordi han havde sørget for, at hun efter ferien skulle på kostskole. Angela Warren husker umiddelbart ikke ret meget, fordi hun blev sendt bort til kostskolen og aldrig fik lov til at besøge Caroline i fængslet. Hun er imidlertid helt sikker på, at hendes søster aldrig ville dræbe den mand, hun elskede så højt. Angela erkender, at hun selv drillede Amayas ofte og blandt andet puttede et pindsvin i hans seng og et ildelugtende stof i hans øl. Hun viser modstræbende Poirot et brev, søsteren har sendt fra fængslet.
“Min egen elskede lille Angela.
Du vil høre dårlige nyheder og du vil sørge, men jeg vil så gerne få dig til at forstå, at der ikke er noget at sørge over. Jeg har aldrig løjet for dig, og jeg gør det heller ikke nu, når jeg siger, at jeg føler mig helt lykkelig – at jeg har fred i min sjæl som aldrig før… Det er godt alt sammen, kæreste, jeg går til Amayas, for jeg er sikker på, at vi vil møde hinanden. Jeg kunne ikke have fortsat livet uden ham. .. Man må altid betale sin gæld. Det er dejligt at føle sådan en fred..Din hengivne søster Caro."
Poirot læser brevet grundigt igennem to gange. Han er sikker på, at dette brev indeholder afgørende informationer om tragedien seksten år tidligere. Angela kan tilføje til sagens belysning, at hun på et tidspunkt kort før drabet på kunstneren havde set Caroline forlade Philip Blakes værelse en sen aften. Dette kunne måske være et motiv til at dræbe Amayas.
Poirot konkluderer på baggrund af samtalerne, at han mangler nogle afgørende informationer, især om offeret og dennes karaktertræk, ligesom det er af væsentlig betydning at finde årsagen til Carolines reaktioner på hans utroskab. Hermed slutter den første af romanens tre dele.
I anden del af romanen gransker Poirot de fem versioner af begivenhederne, som han har fået de mistænkte til at skrive.  Herved fuldendes hans billede af begivenhederne lige før og på selve dagen, hvor drabet fandt sted. Nogle vitale informationer og små forskelle i de involveredes fremstilling af disse er vigtige for løsningen. Philip Blake har om formiddagen på morddagen hørt ægteparret skændes og Caroline sige: "Du og dine kvindfolk. Jeg har virkelig lyst til at myrde dig og gør det såmænd også en skønne dag." Kort efter møder han Elsa Greer, der har siddet på terrassen lige uden for og formentlig hørt skænderiet, hvilket han fandt yderst pinligt. Da Amayas skynder på Elsa for at komme ned i baghaven og male videre, henter hun sin pullover, mens Amayas bemærker: "Åh, disse fruentimmer". Senere hører han Amayas bede sin kone om at hente en isafkølet øl ned til lysthuset, fordi den han drikker af, er lunken. Han husker også, at Elsa går amok og må passiviseres, da det går op for hende, at hendes elsker er død. Meredith Blake forklarer, at der om morgenen på morddagen lugtede af katteurt i laboratoriet, og da han gik ind for at jage den uønskede gæst bort, fandt han ud af, at skarntydegiften var forsvundet. Han kan bekræfte, at ægteparret i løbet af formiddagen diskuterede Angela, og at Amayas havde sagt, at han ville "sørge for, at hun fik pakket". Senere iagttog han kunstneren, mens denne malede Elsa Greer og bemærkede, at han slingrede som om, han var beruset. Kort efter så han Caroline hente øl. Efter grundige overvejelser over hændelserne er han nu nået frem til, at Amayas virkede både forlegen og udviste skyldfølelse den formiddag, og derfor er han blevet overbevist om, at Crale havde fundet giften, som Caroline havde skjult i en skuffe i sit værelse og begået selvmord.
Lady Dittisham nævner, at hun sad på terrassen og overhørte skænderiet mellem ægtefællerne, men bidrager i øvrigt fortrinsvis med en række hadefulde bemærkninger om Caroline. Cecilia Williams kan bidrage med en oplysning om, at Angela var forsvundet en del af formiddagen og bekræfte, at hun fulgtes med Caroline, da denne fandt sin mand død. Hustruen bad hende hente hjælp, men på vej op mod huset så hun tydeligt, at Caroline tørrede ølflasken af med sit lommetørklæde og bagefter pressede hendes døde mands fingre mod flaskehalsen. For at skåne den forsmåede og bedragne kvinde tav hun stille herom under forhøret. Angela Warren bekræfter andres udsagn om, at hun var vred over at skulle på kostskole. Hun havde også fået færten af, at Elsa ville giftes med Amayas, men afviste det med, at bigami er ulovligt.
Poirot forelægger herefter redegørelserne for Carla. Hun bliver nedslået, især fordi Cecila Williams beretning viser så stor hengivenhed for hendes mor, at der ikke er tvivl om, at hun har set hende tørre flasken af som beskrevet. Poirot, som er mere følelsesmæssigt involveret i denne sag end sædvanlig, siger, at det netop nu gælder om at kæmpe videre for at rense moderens eftermæle. 
”Mademoiselle, fordi Cecilia Williams så Deres mor lave Amayas Crales fingeraftryk på ølflasken… Læg vel mærke til, at jeg siger på ølflasken… har jeg det uomstødelige bevis, jeg behøver, på at Deres mor ikke dræbte Deres far”.
Poirot opsøger igen de fem involverede. Denne gang har han et spørgsmål til hver af dem. Philip Blake bliver konfronteret med "ikke at have været helt ærlig" i sin redegørelse for sit forhold til Caroline. Vekselereren erkender herefter, at han trods modvilje mod hendes egenskaber, var stærkt tiltrukket af hende. Da hun i stærk bevægelse på grund af Amayas’ forhold til Elsa opsøger ham på hans værelse, omfavnede han hende, hvorpå hun trak sig tilbage og erklærede, at hun ikke kunne gennemføre et forhold til andre mænd. "Hun var alligevel kun én mands kvinde."  Episoden ændrede fuldkommen hans indstilling til hende fra betagelse til had. Meredith bliver forespurgt om rækkefølgen, i hvilken personerne forlod hans laboratorium dagen før tragedien. Han er sikker på, at Caroline forlod det som den sidste, selv om han stod med ryggen til i samtale med Elsa Greer. Nu udbryder Poirot. "Det stemmer alt sammen. Hør nu, jeg vil gerne ordne et møde her. Jeg tror ikke, det vil blive vanskeligt."  Herefter opsøger han Lady Dittisham, som besvarer hans spørgsmål om, hvorvidt Meredith Blake friede til hende efter Crales død. Hun bekræfter dette, og Poirot er tilfreds med, at hans tolkning af denne detalje var rigtig. Meredith havde tidligere været indtaget i Caroline, men blev forelsket i Elsa og frygtede, at hun ville blive forsmået af Amayas, når billedet var malet færdig. Cecilia Williams fik spørgsmålet, om det var et en brevpresser, der havde vansiret Angela og fik svaret, at det var hun sikker på. Egentlig havde han ikke noget spørgsmål til Angela Warren. Hans trang til symmetri tvang ham imidlertid til at stille et. Hvis Poirot har en lille karakterbist, må det være hans tendens til selvoptagethed. I dette tilfælde fremhæver han sine egne evner, også selv om det er unødvendigt for at opklare sagen.
""På det tidspunkt, da tragedien fandt sted, havde De da ikke læst Somerset Maughams Månen og Sixpence?". Angela stirrede på ham. "Jeg tror...jo det havde jeg ".."Hvorfra vidste De det?" -"Jeg ønskede blot at vise, at selv i bagateller er jeg noget af en troldmand. Der er ting, jeg ved, uden at nogen fortæller mig det." 
Da de involverede parter, inklusive Carla og hendes forlovede, mødes på Meredith Blakes ejendom, afslører Poirot de komplekse følelsesmæssige relationer mellem sagens parter. Philip Blakes fascination af Caroline, indtil hun trak sig tilbage og erklærede, at hun ikke kunne gennemføre et forhold til andre mænd end Amayas. Meredith Blake, som efter en lang periode med særlig affektion for Caroline, er blevet betaget af den unge, livlige Elsa. Disse spor er imidlertid uvedkommende for drabet, hvor sporene peger på Angela, der kunne stjæle giften, mens hun var forsvundet, som tidligere havde drillet Amayas med at putte salt i hans øl og som havde rodet i isskabet, da Caroline hentede øllet. Han påviser, at Carolines brev til Angela viser, at hun troede, at søsteren var den skyldige. Derfor sender hun søsteren bort, undlader at forsvare sig i retten og beroliger sin søster. Hun har "betalt sin gæld" for tidligere i livet i hidsighed at have beskadiget sin lillesøster for resten af livet. Det afgørende bevis er, at hun troede, at giften var i flasken, men da den var i glasset, frikender det også Angela, som ikke havde adgang til dette. Angelas brøde var, at hun havde stjålet ekstraktet af katteurt fra Meredith (derfor lugten af kat), hvilket Angela bekræfter, at hun nu kan huske, selv om hun indtil dette tidspunkt havde glemt det. Herefter opsummerer Poirot de afgørende spor, der viser, hvem der reelt var morderen.
Han argumenterer for, at den eneste, der kunne se, at Caroline stjal giften var Elsa, som talte med Meredith, der stod med ryggen mod døren. Skænderiet mellem ægtefolkene drejede sig ikke om Angelas afrejse; Amayas var ikke typen, der ville arrangere hendes pakning. I virkeligheden lovede han sin kone, at han ville sørge for at få Elsa til at pakke, og den samtale overhørte den unge, lidenskabeligt forelskede kvinde. Ung og sårbar, kunne hun ikke bære at blive "sat på porten", fordi maleriet betød mere for Crayle end en (tilfældig) affære. Derfor måtte hun dræbe ham. Under påskud af at hente sin pullover, stjal hun giften i Carolines skuffe. Mens Amayas, der havde valgt hustruen for elskerinden, malede portrættet færdigt, hældte hun giften i hans (lunkne) øl. Derfor sagde han senere, da Caroline overbragte ham en afkølet øl: ”Alt smager modbydeligt i dag.” For Poirot understøttes disse indicier af et afgørende bevis: maleriet. Amayas har fået ændret på detaljerne, mens han var døende, således at det viser billedet af en kvinde, der triumferer, mens hun ser sin elsker dø af den gift, hun selv har administreret.
Poirots udredning tilfredsstiller både Carla og hendes forlovede. Men, som Lady Dittisham påpeger, kan den ikke bevises. Under fire øjne erkender hun dog, at han har ret i sin udlægning, og forklarer, at det værste for hende var hendes rivalindes bemærkning om, at Crales opførsel var for brutal overfor "pigebarnet".  Senere har hun erkendt, at det var hende selv, hun dræbte. Den sidste sætning i romanen er symbolsk:"Lady Dittisham satte sig ind i bilen og chaufføren viklede skindtæppet rundt om hendes ben."

## Personkreds
- Hercule Poirot, Belgisk detektiv
- Carla (Caroline) Lemarchant, Caroline Crales datter
- Sir Montague Depleach, Forsvarer for Caroline Crale i den oprindelige sag
- Quentin Fogg, Anklagerens assistent i den oprindelige sag
- George Mayhew, søn af Carolines oprindelige advokat
- Kriminalkommissær Hale, leder af efterforskningen i den oprindelige sag

De "fem små grise".
Den engelske titel henviser til det børnerim, som Hercule Poirot ikke kan få ud af hovedet. "Grisene" i denne fortælling er: 
- Phillip Blake, en børsmægler, som tog til markedet (en:“went to market”)
- Meredith Blake, Philips bror, amatør farmakolog, som blev hjemme (en:“stayed at home”)
- Elsa Greer (Lady Dittisham), den dræbtes elskerinde, senere gift med adelsmand, spiste roastbeef (en:"had roast beef”)
- Cecilia Williams, guvernante og lærerinde for Angela, havde intet (en:"had none”)
- Angela Warren, dengang en vansiret teenager, der senere er blevet arkæolog, skreg hele vejen hjem (en:“cried 'wee wee wee' all the way home”)

## Anmeldelser og litterær vurdering
Ved udgivelsen fik romanen fine anmeldelser. D. Beresford  skrev blandt andet i The Guardian' den 20. januar 1943: "...Christie snyder os aldrig, og hendes Five Little Pigs præsenterer et meget nydeligt problem for den intelligente læser". Han konkluderede, at det afgørende spor, der peger på den skyldige i forbrydelsen var "fuldstændig tilfredsstillende". Maurice Richardson var glad for, at Poirot efter en pause vendte tilbage i en Christie. Han anmeldte romanen den 10. januar 1943 i The Observer og konkluderede: "På trods af blot fem mistænkte lykkes det som sædvanlig Mrs. Christie at trække en ring gennem læserens næse og trække denne i retning af et sidste minuts trylleri."
Mens bogen således oprindelig blev betragtet som en "almindelig" krimi, er den senere især blevet krediteret for at være mere intens i såvel handlingsforløb som karakterbeskrivelser end normalt i Christies krimier. Den intense situation mellem de to rivalinder, set fra forskellige synsvinkler skaber "en fremragende roman, der også viser sig at være en førsteklasses krimi, med en mere kompleks struktur og mere livlig personkarakteristik end i de fleste Poirot-sager".
Det fremhæves også, at Poirot i forbindelse med sine interviews under forskellige påskud, hvor han ikke viger tilbage for at fortælle usandheder, overtaler de fem små grise til at skrive hver sin beretning om drabet. Christie eksperimenterer her med fortællersynsvinkelen, og dette eksperiment giver læseren et troværdigt billede af, hvordan deres personligheder var seksten år tidligere som en kontrast til det, de gennem årene har udviklet sig til. Det skiftende perspektiv har Robert Barnard karakteriseret som "ualmindeligt vellykket" og medvirkende til, at denne roman sprænger de normale grænser for krimien. Netop fordi de mistænktes beretninger er afvigende på afgørende punkter, fremstår de som forskellige tolkninger af samme hændelse og medvirker til at føre Poirot på sporet af, hvad der virkelig skete. 
Et dramatisk højdepunkt opnås, da Poirot på baggrund af beretningerne stiller hvert vidne et spørgsmål, og svarene herpå er væsentlige ledetråde til at udrede sagen. Under opklaringen afslører han ikke blot, på hvilke punkter fire af vidnerne har en fejlagtig erindring om afgørende episoder, men også, at den femte, Elsa, har nedskrevet bevidste løgne og derfor må være den skyldige. Denne løsning opfattes af en af de kendte Christie biografer som "uundgåelig" og "usædvanlig tilfredsstillende", med en karakteristik af personerne, som berettiger Seksten år efter til betegnelsen "den bedste af alle Christie – romaner"'. Derfor må denne bog være "den bedste at anbefale folk, der ikke forstår, hvorfor folk foretrækker Christie frem for hendes konkurrenter".
Det er også blevet påpeget, at romanen er skrevet 16 år efter, at hendes mand, Archie, bedrog Agatha Christie. Mordet på Crale opfattes derfor som et symbolsk drab på ægtefællen, der havde samme initialer i sit navn.

## Bearbejdning
Christie bearbejdede i 1960 denne roman til et teaterstykke, som havde premiere under titlen Go Back for Murder den 23. marts samme år. Stykket blev taget af plakaten efter 31 forestillinger og er siden kun genopført som dilettant – forestilling.
16 år efter indgår i den TV-serie om Poirot, hvor David Suchet spiller hovedrollen. Den findes på en DVD, som blev udgivet i 2007 
Den er i plotstruktur tro mod romanen, men fortælleteknisk har det ikke været muligt at overføre de fem forskellige beretninger til TV - mediet. Carla hedder Lucy og er ikke forlovet, men optændt af tanken om at hævne sine forældres død.
Medvirkende i filmatiseringens væsentligste roller:
- Rachael Stirling som Caroline Crale
- Aidan Gillen som Amayas Crale
- Toby Stephens som Phillip Blake
- Marc Warren som Meredith Blake
- Julie Cox som Elsa Greer (Lady Dittisham)
- Gemma Jones som Cecilia Williams
- Sophie Winkleman som Angela Warren
- Aimee Mullins som Lucy

## Udgaver på dansk
- Carit Andersen; 1945.
- Carit Andersen (De trestjernede kriminalromaner); 1964.
- Forum; 1972, nr. 4
- Med titlen: "Fem små grise"; Peter Asschenfeldts nye Forlag; bogklub. udgave; 1998.

## Eksterne links
- Five Little Pigs Arkiveret 17. april 2009 hos  Wayback Machine -officiel Agatha Christie website
- Seksten år efter på Internet Movie Database (engelsk)